# مارگریتا فومرو
مارگریتا فومرو (انگلیسی: Margherita Fumero؛ زادهٔ ۱۶ اکتبر ۱۹۴۷) یک هنرپیشه اهل ایتالیا است.
از فیلم‌ها یا برنامه‌های تلویزیونی که وی در آن نقش داشته است می‌توان به گربه و سگ و ایتالیای کوچک اشاره کرد.